# Eugenita
La eugenita es un mineral de la llamada clase de los minerales elementos, una amalgama de mercurio de plata que químicamente es una aleación de ambos metales. Fue descubierto en 1986 en una mina de Baja Silesia (Polonia), siendo nombrada así en honor de Eugen F. Stumpfl, geólogo austriaco de la universidad de Mining, especialista en minerales de metales nobles, fallecido en 2004.
Se tiene poca información de este mineral al ser de gran rareza y descubierto en fecha relativamente reciente.

## Formación y yacimientos
Se ha encontrado en Polonia en yacimientos de minerales de sulfuro de cobre de bajo grado, en rocas carbonatadas y esquistos negros. En yacimientos de Estados Unidos se ha encontrado incluido en mineral cuprita.
Suele encontrarse asociado a otros minerales tales como: calcosina, covellina, tennantita, hematita, calcita, ankerita o yeso.